# 茂寄川
茂寄川（日语：／）或福斯河（俄语：Река Фусса）是幌筵岛上的河，属萨哈林州北库里尔斯克区，源起千仓连山，长10公里，流域面积77.7平方公里，注入茂寄湾。